# Songs of Faith and Devotion Live
Songs of Faith and Devotion Live  este albumul live al formatiei Depeche Mode, inregistrat in timpul turneului mondial Devotional tour si a fost lansat pe 6 decembrie 1993. Albumul, pe care se afla inregistrari din concerte tinute in Copenhaga (Danemarca), Milano (Italia), Liévin (Franta) si New Orleans (Louisiana, SUA), este o reproducere piesa cu piesa a albumul anterior de studio "Songs of faith and devotion", lansat la inceputul anului 1993.
Comercial vorbind, albumul nu a fost deloc un succes la vremea lui. A ajuns pe locul 46 in Marea Britanie si abia pe umilul loc 193 in SUA, unde s-au vandut doar 114.000 exemplare pana in luna aprilie 2006.
Un concert (aproape complet) din acest turneu a fost lansat pe albumul video "Devotional" (disponibil pe VHS si DVD). Abia acest corespondent video al albumului a avut succes pe piata. "Devotional" a fost lansat initial pe VHS, fiind lansat ca un dublu DVD, cu sunetul in remasterizat in format 5.1 in anul 2004. Pe varianta DVD figureaza si doua cantece ce lipsesc de pe VHS, "Halo" si "Policy of truth".

## Ediții și conținut

### Edițiile originale (CD)
Ediție comercială în Marea Britanie
- cat.# LCD STUMM 106 (album pe CD, lansat de Mute)

Ediție comercială în SUA
- cat.# 9 45505-2 (album pe CD, lansat de Reprise)

Ediții comerciale în Japonia
- cat.# ALCB-892 (album pe CD, lansat de Alfa Records)
- cat.# PCCY-00561 (album pe CD, lansat de Pony Canyon), reeditare
- cat.# TOCP-3293 (album pe CD, lansat de Toshiba - EMI), reeditare

1. "I Feel You" (live 1993) – 7:11
2. "Walking in My Shoes" (live 1993) – 6:41
3. "Condemnation" (live 1993) – 3:56
4. "Mercy in You" (live 1993) – 4:20
5. "Judas" (live 1993) – 5:01, Martin Gore este solist vocal
6. "In Your Room" (live 1993) – 6:47
7. "Get Right with Me" (live 1993) – 3:11, nu mai conține “Interlude #4”
8. "Rush" (live 1993) – 4:35
9. "One Caress" (live 1993) – 3:35, Martin Gore este solist vocal
10. "Higher Love" (live 1993) – 7:30

### Edițiile pe vinil (12") și casetă audio (MC)
Aceste ediții sunt identice cu varianta pe CD, numai că, datorită specificului materialului care nu suportă multă informație pe o față, sunt împărțite în părți.
Ediții comerciale în Marea Britanie
- cat.# L STUMM 106 (album pe vinil de 12", lansat de Mute)
- cat.# LC STUMM 106 (album pe casetă audio, lansat de Mute)

Ediție comercială în SUA
- cat.# 4-45505 (album pe casetă audio, lansat de Reprise)

fața A:
1. "I Feel You" (live 1993) – 7:11
2. "Walking in My Shoes" (live 1993) – 6:41
3. "Condemnation" (live 1993) – 3:56
4. "Mercy in You" (live 1993) – 4:20
5. "Judas" (live 1993) – 5:01, Martin Gore este solist vocal

fața B:
1. "In Your Room" (live 1993) – 6:47
2. "Get Right with Me" (live 1993) – 3:11, nu mai conține “Interlude #4”
3. "Rush" (live 1993) – 4:35
4. "One Caress" (live 1993) – 3:35, Martin Gore este solist vocal
5. "Higher Love" (live 1993) – 7:30